# زولتان ناغي
زولتان ناغي (بالمجرية: Nagy Zoltán)‏ (30 مارس 1974 في المجر - ) هو لاعب كرة قدم مجري في مركز حراسة المرمى. لعب مع أنورثوسيس فاماغوستا ونادي دبرتسني ونادي ديوسجوري ودوكسا كاتوكوبياس ‏ وHapoel Ramat Gan Givatayim F.C. ‏ وOmonia Aradippou ‏ وألكي لارانكا ‏ وDigenis Akritas Morphou FC ‏.

## وصلات خارجية
- زولتان ناغي على موقع قاعدة بيانات كرة القدم.إي يو (الإنجليزية)
- زولتان ناغي على موقع Soccerway.com (الإنجليزية)
- زولتان ناغي على موقع عالم كرة القدم.نت (الإنجليزية)